# Udayan Care
Udayan Care ist eine indische nichtstaatliche Organisation, die in Indien gegründet wurde und mittlerweile mit Spendenorganisationen auch in Australien, Deutschland und den USA vertreten ist und die sozial benachteiligte Kinder und junge Frauen unterstützt und versorgt. Sie wurde am 7. Februar 1994 in Indiens Hauptstadt Neu-Delhi gegründet, wo sie auch hauptsächlich aktiv ist.
Die deutsche Organisation Udayan Care Deutschland e.V. wurde 2014 als Fundraising Organisation in Berlin gegründet. Der Verein finanziert sich durch Mitgliedsbeiträge und Spenden. Udayan Care Deutschland e.V. unterstützt das Shalini-Projekt von Udayan Care in Indien. Mit einem jährlichen Betrag von ca. 40.000 Euro werden 160 Mädchen aus Familien mit sehr geringem Einkommen in Greater Noida (südliches Delhi) in den letzten Jahren ihrer Schulausbildung und während eines Hochschulstudiums oder einer Ausbildung finanziell unterstützt.

## Hintergrund
Das aus dem der deutschen Sprache verwandten Sanskrit stammende Wort Udayan bedeutet wörtlich übersetzt „ewiger Sonnenaufgang“ und verdeutlicht die Intention von Udayan Care, die Lebensqualität von Kindern und jungen Frauen nachhaltig zu verbessern. Um dem selbst gesteckten Ziel, für möglichst jedes Kind ein Zuhause und Bildung sowie für jede Frau die Möglichkeit zur Eigenständigkeit zu bieten, nachzukommen, hat Udayan Care verschiedene Programme ins Leben gerufen, die darauf ausgerichtet sind, die Lebensqualität der Menschen zu verbessern. Die Organisation bietet spezielle Programme an, die Freiwilligen die Mitarbeit ermöglicht.